# Trattati Roma-Cartagine
I trattati Roma-Cartagine ebbero fondamentale importanza per le relazioni non solo diplomatiche tra le due potenze, ma anche nei confronti dei Greci di Sicilia e d'Italia, che in Siracusa videro l'ultimo baluardo della grecità nell'area del Mediterraneo centro-meridionale.
Roma e Cartagine, due città-stato che riuscirono a diventare imperi, a un certo punto della loro esistenza ebbero la necessità di regolare le reciproche convenienze e le rispettive zone d'influenza.
Per secoli le due città operarono fianco a fianco e perfino da alleate; gli interessi economici e le metodologie di espansione erano infatti simmetrici:
- Roma non guardava al mare, poiché ancora impegnata a difendersi dai vicini Sabelli, Etruschi, Galli e Greci, per conquistare l'egemonia in Italia;[2]
- Cartagine, senza un vero esercito cittadino e costretta a combattere contro i Greci di Cirene, di Massilia e di Siracusa in Sicilia, nelle lunghe guerre greco-puniche,[3] appariva pronta a sostenere le sue conquiste, solo dopo un'attenta valutazione dei costi e relativi benefici che ne sarebbero derivati;[4] e, se il partito aristocratico tendeva a estendere il potere della città nelle terre circonvicine, il partito commerciale era più portato allo sfruttamento di rotte ed empori nel Mediterraneo occidentale,[5] grazie anche alla qualità della sua flotta.[4]

Tutti questi trattati non sarebbero bastati a fermare le ostilità tra le due Potenze del Mediterraneo Occidentale, ma con la loro stipula e osservanza le relazioni fra Roma e Cartagine seguirono per secoli una rotta di reciproca tolleranza.

## Evoluzione
Nel IV secolo a.C., a grandi linee, il dominio commerciale del Mediterraneo veniva così diviso: il mar Egeo era largamente controllato dai Greci (della Grecia, dell'Asia Minore e - dopo Alessandro Magno - dell'Egitto); i mari Adriatico e Ionio appannaggio delle città marinare poste sulle due rive. Il Mediterraneo occidentale era la zona commerciale cartaginese con l'eccezione del Tirreno, le cui rotte erano appannaggio non solo dei cartaginesi, ma anche degli etruschi e delle colonie greche del sud Italia.

### Cartagine
Cartagine, potenza marinara, usava i commerci per pagare le guerre, o perlomeno tenendo sempre d'occhio utili e costi, in termini economici; Fu fondata nell'814 a.C. da coloni fenici provenienti dalla città di Tiro che portarono con loro il dio della città, Melqart. Secondo la tradizione, a capo dei coloni (o forse profughi politici) era Didone (conosciuta anche come Elissa). Già nel VI secolo a.C. i marinai e i mercanti cartaginesi erano noti nell'intero Mediterraneo occidentale e le commedie greche ne tramandano ritratti macchiettistici. Nel IV secolo a.C., a seguito di operazioni militari, Cartagine controllava territori libici del golfo della Sirte a est e possedeva anche empori sparsi sulle coste della Numidia e dell'Iberia a ovest. Le coste della Sardegna e della Corsica erano anch'esse sotto il suo controllo, quando intraprese il tentativo di conquista della Sicilia con una serie quasi ininterrotta di scontri (dal 480 a.C. con la battaglia di Imera, al 307 a.C.), che però non furono sufficienti a prendere il controllo dell'isola, ampiamente colonizzata dai Greci.
Piganiol ritiene che Cartagine fosse la città più ricca del mondo mediterraneo, avendo la stessa creato col tempo, grazie alla sua potenza marittima, un vero e proprio impero commerciale, che trovò come alleati gli Etruschi e come oppositori i Greci. 
Di lei il Mommsen scrisse:
(Mommsen 1977, Cartagine, vol. 3, cap. 1, pp. 7-8.)
(Mommsen 1977, Cartagine, vol. 3, cap. 1, p. 9.)
Il Warmington aggiunse:
(Warmington 1968, p. 54.)
Tesa quindi al commercio, la città punica andò col tempo a sostituire l'esercito cittadino con uno costituito per lo più da forze mercenarie, oltre a contadini libici (servi nei latifondi, arruolati a forza), nonché forze di cavalleria alleata, comandata da regoli numidi. Del resto le forze mercenarie compensavano con la loro esperienza militare, ciò che alle stesse mancava come senso patriottico. Malgrado tutto ciò i comandanti cartaginesi riuscirono ad impiegarle tatticamente in modo superbo, per quanto fossero truppe eterogenee tra loro.

### Roma
Roma, fondata solo sessanta anni dopo Cartagine (753 a.C. secondo Terenzio Varrone), per i primi 400 anni della sua storia fu impegnata in una estenuante serie di guerre con le popolazioni che la circondavano. Questo inesausto operare con città dell'interno fece "specializzare" l'esercito romano, inizialmente formato per lo più da contadini e pastori, nella guerra terrestre. Più che con i commerci l'economia romana si sviluppò con lo sfruttamento economico dei nemici vinti, strappandone terre da assegnare ai propri coloni, utilizzandone le forze armate come alleati (socii) per i propri fini, legando al benessere dell'Urbe le classi aristocratiche e i possidenti delle città conquistate.
Per i commerci marittimi Roma si affidava alle navi etrusche e greche.

## Primo trattato: 509/508 a.C. (?)

Principali aree di influenza nel Mediterraneo Occidentale nel 509 a.C. La Roma dei Tarquini controllava un territorio corrispondente alla parte settentrionale del Latium vetus

Il primo trattato fra le due città-stato risalirebbe attorno all'anno della fondazione della Repubblica romana (509/508 a.C.), stando alla cronologia di Varrone, e secondo le ricerche negli archivi romani effettuati da Polibio, e sarebbe stato siglato per volere di Cartagine. Polibio aggiunge che il testo latino originale era in una lingua talmente arcaica da essere capita solo dai più esperti e con una certa difficoltà.
Ma le antiche fonti divergono su questa arcaica datazione: Tito Livio, pur non citando mai un primo trattato, si riferisce al trattato del 306 a.C. come al terzo siglato tra le due potenze; se ne deduce quindi che Livio fosse a conoscenza di un trattato anteriore a quello del 348 a.C., anche se non è possibile stabilire in quale anno egli lo ponesse.. Diodoro Siculo invece sostiene che il primo trattato tra Roma e Cartagine non avvenne prima del 348 a.C.
Anche la critica moderna si divide su questa datazione: tra i moderni che non credono ad un trattato stipulato nel 509 a.C. si menzionano principalmente Theodor Mommsen, il quale riteneva questa data, individuata da Polibio, troppo precoce, oltre al De Sanctis e ad André Piganiol, il quale afferma:
(Piganiol, Le conquiste dei romani. Fondazione e ascesa di una grande civiltà, 2010, p. 158.)
Massimo Pallottino, d'altro canto, sostiene che «l'autenticità della cronologia arcaica di questo protocollo, già messa in dubbio, è ormai fuori discussione per la stragrande maggioranza degli studiosi». Ed il Warmington aggiunge che questo primo trattato era probabilmente simile ad altri trattati di cui si avesse notizia, conclusi tra i Cartaginesi e le città dell'Etruria, fra le quali vi era la Roma dei Tarquini.
Intermediari tra le parti sarebbero stati gli Etruschi. La datazione varroniana è leggermente diversa dai calcoli che effettua Polibio (che invece lo colloca nel 508 a.C.). Lo storico greco, infatti, inizia il suo calcolo degli anni da quello dell'offensiva persiana. 
Serse, il re di Persia, attraversò l'Ellesponto alla guida della sua spedizione punitiva contro le libere città greche nel mese di giugno del 480 a.C. e Polibio annota che il trattato
(Polibio, III, 22, trad. it. M. Mari)
Durante la guerra con Ardea avviene la cacciata di Tarquinio il Superbo: nasce la Repubblica con i suoi primi consoli. Cacciato un re etrusco, Roma ha necessità di rendere sicuri i suoi approvvigionamenti, gestiti per lo più da mercanti greci e soprattutto etruschi (l'etrusca Cere e il suo porto Pyrgi rifornivano Roma). Con Cere Roma strinse via via legami sempre più stretti, come dimostra il fatto che al tempo dell'invasione gallica del 390 a.C., molti Romani si rifugiarono in questa città. Roma cercava quindi l'appoggio dei Cartaginesi – che d'altra parte già operavano a Cere, come dimostrano i ritrovamenti, a Pyrgi, di lamine votive scritte in etrusco e fenicio.
In questo periodo Cartagine era impegnata nel contenimento dei coloni greci che sciamavano dall'Ellade verso il Mediterraneo occidentale. Su tutte le coste dell'Italia meridionale e la parte orientale della Sicilia erano presenti città greche che limitavano i commerci punici con le popolazioni dell'interno. Cartagine, dai domini africani (stimati in 72.500 km² e in 3-4 milioni di abitanti), si era espansa in Spagna, poi, dopo aver contrastato i Focesi, in alleanza con gli Etruschi (Alalia nel 535 a.C.), a questi ultimi aveva lasciato la Corsica e il Tirreno orientale, mentre a se stessa aveva riservato l'occupazione di Sardegna e Sicilia occidentale. Nel 510 a.C. Cartagine aveva inoltre combattuto nella Sicilia occidentale per frenare gli insediamenti spartani.

### Il testo
(Polibio, III, 22.4-13 trad. it. di M.Mari, Rizzoli)

### Limitazioni di Roma
Con il trattato del 509, citato da Polibio, Roma e i suoi alleati si impegnano a non navigare oltre Capo Bello (promontorium Pulchrum, nei pressi di Cartagine) se non a causa di una tempesta o forzati dai nemici; in ogni caso potranno comperare solo quanto serva per effettuare riparazioni urgenti o per partecipare a cerimonie sacre, e dovranno comunque ripartire entro cinque giorni. I commercianti possono operare in Sardegna e in Africa solo sotto controllo di banditori a garanzia del venditore. Però i Romani, nella Sicilia cartaginese, hanno gli stessi diritti dei Cartaginesi.
Si nota che Cartagine considera territori di sua pertinenza la Sardegna e l'Africa, mentre per la Sicilia il trattato, naturalmente, regolamenta solo il territorio non greco.
La contropartita di queste limitazioni era di riconoscere a Roma la sostanziale egemonia sul Lazio, oltre a prometterle protezione militare e copertura navale, che Cartagine poteva dare contro eventuali attacchi di Cuma o di altre pòleis della Magna Grecia, vere avversarie della città africana a quel tempo. La repubblica era appena nata e impegnata nelle guerre contro le popolazioni italiche e gli Etruschi, che con Porsenna cercavano di riportare al potere i Tarquini. La città, all'epoca, non aveva interessi espansionistici a sud del Lazio e, in ogni caso, la marina commerciale romana era pressoché inesistente, al pari di quella militare che sembra sia stata costituita solo nel 311 a.C..

### Limitazioni di Cartagine

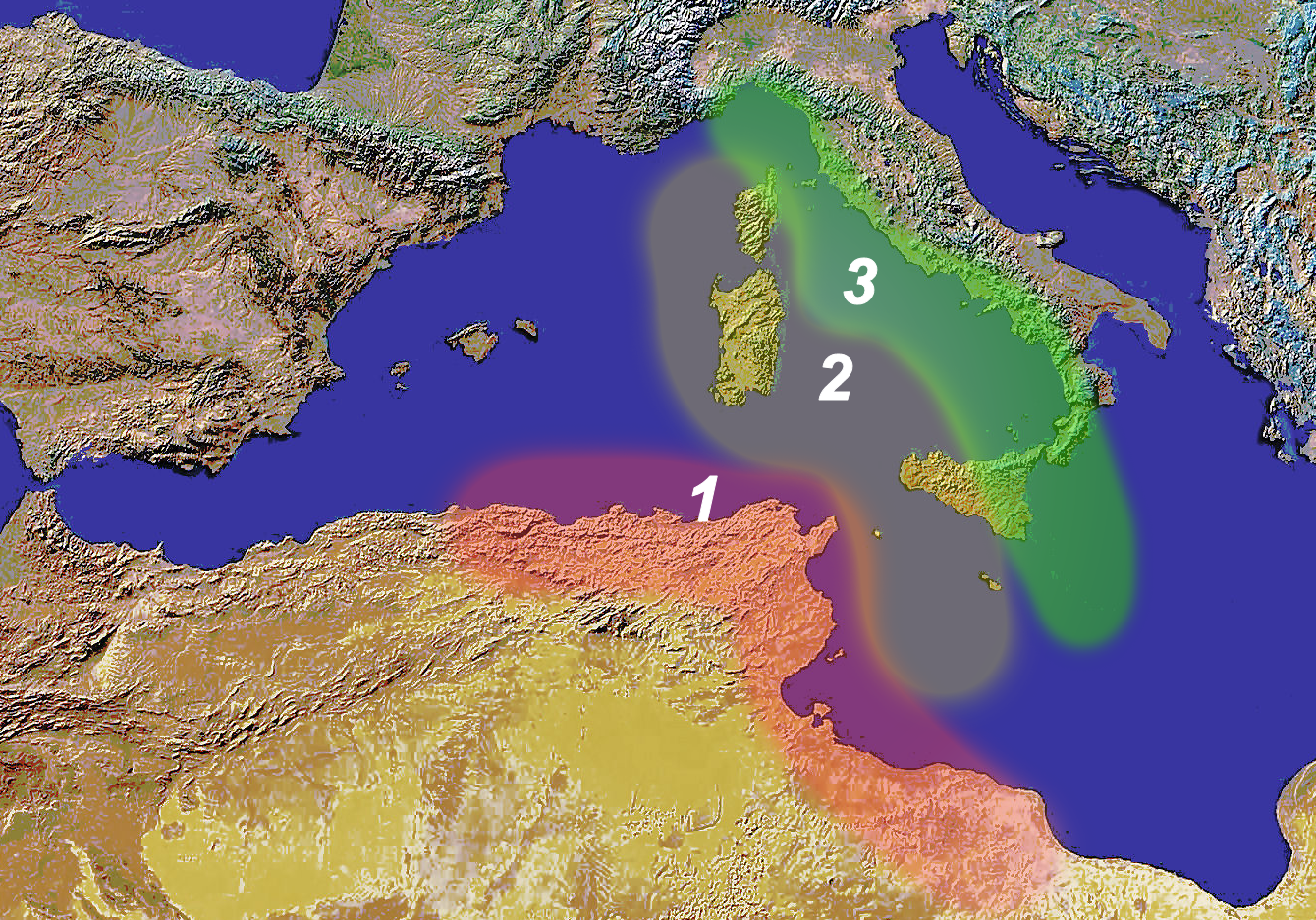
Divisione delle aree di navigazione: (1)=area vietata a Roma; (2)=area tollerata per emergenze; (3)=area promiscua

Sempre nel trattato del 509 Cartagine e i suoi alleati si impegnano a non recare danni a una serie di popolazioni del Lazio "soggette ai Romani", e anche a città indipendenti. Nel caso di conquista Cartagine le restituirà a Roma, intatte. I Cartaginesi non possono costruire fortezze nel Lazio e se vi penetrano non possono passarci la notte. In sostanza nel caso in cui Cartagine dovesse occupare una città latina non soggetta a Roma, potrà conservare i suoi beni e i prigionieri, ma dovrà consegnare la città ai Romani (clausola che Piganiol attribuisce a Antium e Circeii).
Anche qui si nota come nel trattato, Roma consideri solo il Lazio come territorio di sua pertinenza. Non si parla della Campania, e soprattutto non si parla dell'Etruria.

### Analisi
Questo trattato definiva così le rispettive aree di influenza, testimoniando bene la situazione politica e commerciale di Cartagine nell'Occidente mediterraneo. Cartagine poteva, quindi, evitare di operare militarmente nel Lazio, impegnata com'era nelle guerre contro i Greci. La città punica era maggiormente interessata a tutelare i traffici commerciali e marittimi nella propria sfera d'influenza, che era il Mediterraneo occidentale.
Massimo Pallottino aggiunge che il testo del trattato riportato da Polibio, rivela una preminenza di fatto della posizione di Cartagine sul teatro delle rispettive interferenze con Roma. A parte le limitazioni commerciali imposte alla navigazione ed alle attività commerciali romane, gli accordi riguardanti Roma sembrano mostrare un carattere difensivo rispetto alle iniziative cartaginesi. Questi divieti rispecchierebbero una situazione di parziale dominio di Roma sul Lazio, che corrisponderebbe a quanto descritto per il regno di Tarquinio il Superbo. Si evidenzia, quindi, una palese inferiorità del contraente romano-latino nei confronti di quello cartaginese, non molto dissimile da quanto esisteva già nei confronti dell'alleato etrusco.
Possiamo osservare come Cartagine non rinunciasse ad altro che ad azioni belliche entro un piccolo territorio (il Lazio), dove comunque non aveva interessi, e mantenesse le mani libere per le azioni contro i Greci, concorrenti commerciali e militari ben più noti, potenti e pericolosi. Non dimentichiamo poi che con gli alleati Etruschi, Cartagine si era già in precedenza divisa il Tirreno per aree di influenza: agli Etruschi era stata attribuita l'area che dalle Alpi giungeva in Campania, mentre ai Cartaginesi, l'arco che chiudeva a sud-est la zona dell'occupazione greca, ora che la via di Corsica e Sardegna era stata chiusa all'espansione politica e commerciale dei Greci.
- L'area (3) era sottoposta a controllo navale etrusco (nord) e greco (sud),[60] mentre gli Italici erano contattati dai Cartaginesi per reperire combattenti mercenari (i Campani ad esempio nel IV secolo a.C.).[61]
- Anche l'area (2) non era sotto diretto controllo cartaginese. Vi agivano liberamente, infatti, anche le marinerie greche (a sud) ed etrusche (a nord).[60] Cartagine si riservava di eliminare una piccola concorrenza commerciale lasciando "magnanimamente" la possibilità ai Romani di trovare rifugio (e molto temporaneo) in caso di aggressione o maltempo.[62]
- L'area (1) era vietata a Roma e infatti Cartagine con le sue flotte da guerra impediva di fatto ogni operazione concorrenziale oltre il canale di Sicilia e sulle coste africane.[62]

La conquista del Latium vetus da parte dei re di Roma (dalla fondazione all'avvento della Repubblica romana).

Degno di nota il fatto che alcune città del Lazio siano espressamente citate. Perché queste e non altre? Ricordiamo che l'espansione romana, prima della caduta di Tarquinio il Superbo, dopo essersi rivolta (o essere nata) nelle aree del sud dell'Etruria, era diretta verso la costa tirrenica a sud-ovest, nel Latium vetus. La Repubblica romana fu proclamata, appunto, mentre l'esercito di Tarquinio operava contro Ardea.
Si può legittimamente supporre che Roma, volesse programmare l'esclusione di interventi rivali a terra mentre iniziava l'avanzata verso sud. Di qui anche il divieto per Cartagine di costruire fortezze nell'area. Giova qui ricordare una nota di Tito Livio che riporta:
(Tito Livio, Storia di Roma dalla sua fondazione (Ab Urbe condita libri), VII, 26., Mondadori, Milano, trad.: C. Vitali)
Quale che fosse la nazionalità dei pirati Roma sembra sentire la pressione sulla costa e, pur conscia della sua superiorità terrestre sui Greci (mediocri combattenti in terra), non può che accogliere con favore la visita di ambasciatori punici:
(Tito Livio, Storia di Roma dalla sua fondazione (Ab Urbe condita libri), VII, 27., Mondadori, Milano, trad.: C. Vitali)

## Secondo trattato: 348 a.C.
Nel 348 a.C. Roma e Cartagine stipulano un secondo trattato, che per alcuni autori antichi e moderni, rappresenta invece il primo. Il Warmington ritiene che questo secondo trattato sia stato firmato per stringere maggiormente i rapporti tra le due città-stato, prendendo atto dei cambiamenti maturati in questi 150 anni dal primo. Vengono riconosciuti non solo gli interessi territoriali di entrambi i sottoscrittori, ma anche le rispettive alleanze in capo a Roma e Cartagine.
(Polibio, III, 24.3-13, trad. it. M. Mari)

Cartagine non si espande molto. Gli Etruschi subiscono l'attacco dei Galli e di Roma

Si trattava, in pratica, della copia del primo trattato con l'aggiunta di alcune città, anche se le nuove condizioni furono meno favorevoli ai Romani. Da parte cartaginese vennero aggiunte Tiro e Utica mentre rimasero le stesse le città della costa laziale alleate a Roma che Cartagine si impegnava a non toccare.

### Analisi
Il Mommsen commenta il passo di Polibio in questi termini: 
(Mommsen 1972, Sottomissione dei Latini e dei Campani alla signoria di Roma, libro 2, cap. V, p. 433.)

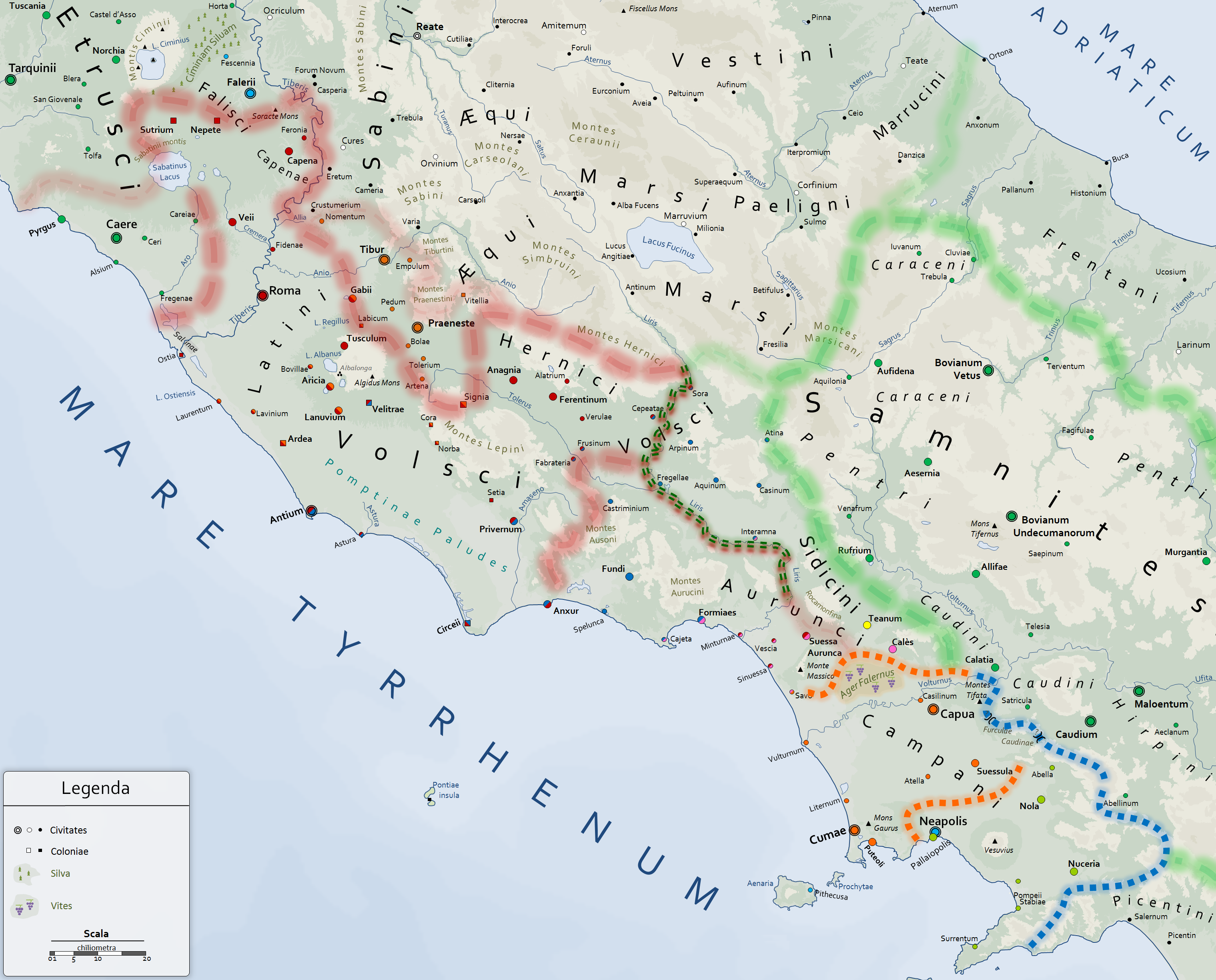
I territori romani alla vigilia della prima guerra sannitica.

Lo Scullard aggiunge che, con questo nuovo accordo, i mercanti romani furono esclusi dalla Sardegna, dalla Libia, dal Mediterraneo occidentale e dal golfo di Tunisi fino a Mastia in Spagna; rimanevano "aperte" ai loro traffici solo la Sicilia cartaginese e Cartagine. E così mentre Roma era concentrata sul suo entroterra, la futura rivale trasformava il Mediterraneo occidentale in un "lago" cartaginese.
Per quale motivo le due città sentirono la necessità di rinnovare il precedente trattato? Brizzi ritiene che Roma, pur rinunciando ad ogni precedente diritto sulla Sardegna, otteneva l'appoggio navale di Cartagine, mettendo così la città al riparo da possibili attacchi dal mare, ora che era esposta ad una nuova minaccia dei Celti, manovrati dai tiranni di Siracusa. A queste considerazioni si aggiunga che
- Roma, dopo 150 anni circa, era riuscita a conquistare buona parte dell'Etruria, eliminare Veio e ricacciare l'invasione dei Galli di Brenno nel 390 a.C.,[37] ma già nel 360 a.C. una seconda ondata stava sommergendo la pianura Padana creando apprensione.[73] E soprattutto Roma era stata per anni - e continuava ad essere - squassata da lotte intestine, la maggior parte fra i patrizi e i plebei per l'accesso alle cariche pubbliche e quindi all'attività politica[74] e alla gestione dei territori conquistati con le incessanti guerre. Per necessità o per scelta Roma stava battendosi, infatti, contro le popolazioni degli Ernici, dei Volsci, dei Tiburtini[75] e degli Etruschi,[76] e si stava preparando alla lotta con i Sanniti, che erano scesi dai monti per invadere la ricca Campania, cui mirava anche Roma.[77]
- In Sicilia e nel sud Italia, Dionisio il Grande (405-367 a.C.), non solo cercava di eliminare definitivamente i Cartaginesi dall'isola,[78] ma andava creando un primo embrione di stato unitario greco in Italia, che Piganiol definisce "un regno delle due Sicilie" che avrebbe potuto fermare Roma. Dionisio il Giovane cercò, dopo la morte del padre, di ampliare il regno ereditato, scontrandosi con altre forze greche. Una situazione convulsa di alleanze, anche tra i Cartaginesi ed alcune città greche, fece disgregare il regno del giovane Dionisio, che fu deposto 344 a.C..[79] Taranto, che si era tenuta fuori dalle lotte, cresceva in influenza e commercio, anche se non era riuscita a creare uno stato esteso.[79]
- Cartagine, dopo aver posto un limite all'espansione cirenaica,[80] stabilì il confine orientale del territorio punico, continuava ad esserlo contro i Greci d'Occidente, in particolare con Siracusa, per il controllo della Sicilia.[81]
- Gli Etruschi, in precedenza alleati dei Cartaginesi contro i Greci,[82] erano stati fermati dai Galli nell'Italia Settentrionale e da Roma nel Lazio, dopo aver perduto la Campania in precedenza (quest'ultima occupata dalle genti sannitiche).[69]

## Terzo trattato: 306 a.C.

Espansione romana in Italia centrale dopo la guerra latina (340-338 a.C.) e verso la fine della seconda guerra sannitica (326-304 a.C.). I Cartaginesi occupano la Corsica. Dopo la morte di Alessandro Magno, il suo impero viene diviso tra i diadochi. Cirene passa alla dinastia tolemaica

Nel 306 a.C. venne stipulato il terzo trattato fra Roma e Cartagine. Non se ne conosce il testo (Polibio non lo riporta, poiché gli fu probabilmente nascosto dagli uomini di Stato romani), ma secondo lo storico Filino, che in genere si mostra filopunico, Roma accettò di non interferire negli affari in Sicilia, mentre Cartagine si impegnava a fare altrettanto nella penisola italica.
Roma era ormai diventata il primo stato in Italia e, di conseguenza, una potenza mediterranea. Questo fu uno dei motivi per cui Cartagine, desiderosa di allontanare il rischio che Agatocle di Siracusa, potesse rivolgersi in Italia per chiedere aiuto, stipulò con l'Urbe un nuovo trattato. E sebbene Roma non fosse ancora pronta a misurarsi con Cartagine, il suo territorio superava quello dell'impero siracusano di Agatocle.
Nel 316 a.C., infatti, Agatocle era salito al trono di Siracusa e aveva intrapreso una campagna per liberarsi dei Cartaginesi in Sicilia. Nel 310 a.C. era sbarcato in Africa portandovi direttamente la guerra e nell'anno successivo aveva eliminato perfino l'alleata Cirene dichiarandosi re dell'Africa. Agatocle però dovette rientrare in Sicilia dopo la sconfitta subita dal figlio Arcagato.
Anche a Roma era utile questo trattato, poiché dopo aver posto sotto il proprio controllo buona parte dell'Etruria meridionale e del territorio costiero della Campania, si trovava nel pieno delle guerre sannitiche, che, scoppiate nel 343 a.C., si sarebbero concluse solo nel 290 a.C. Queste guerre erano diventate una rivolta globale delle popolazioni del Lazio, dell'Etruria e del Sannio, che cercavano di scuotersi di dosso il dominio romano. Contemporaneamente Roma continuò la sua politica diplomatica con il mondo greco: accordandosi nel 306 a.C. con Rodi, città in forte espansione commerciale, e poi stipulando con Taranto, nel 302 a.C., un trattato che fissava il limite di navigazione di Roma al promontorio Lacinio (oggi Capo Colonna). Il Mommsen aggiunge che, tra il Mediterraneo occidentale e quello orientale: 
(Mommsen 1972, (Re Pirro contro Roma e l'unificazione d'Italia, vol. 2, cap. VII, p. 478).)

## Quarto trattato: 279/278 a.C.
Fra il primo e il secondo trattato passarono 161 anni
Fra il secondo e il terzo trattato passarono 42 anni
Fra il terzo e il quarto trattato passarono 27 anni
La Storia evolveva con accelerazione quasi esponenziale. Tutti questi trattati erano poi conservati su tavole di bronzo, nell'Erario degli edili, vicino al Tempio di Giove Ottimo Massimo.
Il quarto trattato fra Roma e Cartagine fu stipulato tra la fine del 279 e gli inizi del 278 a.C., al tempo del passaggio di Pirro in Italia. Cosa stava succedendo per costringere a un nuovo patto due città, due stati, che fino ad allora, pur tenendosi prudentemente d'occhio, non avevano mai avuto necessità di arrivare allo scontro diretto? Brizzi sostiene che il movente sia stata la symmachia, il patto militare di difesa reciproca contro il sovrano epirota, Pirro. Dello stesso avviso è lo Scullard, il quale aggiunge che il nuovo patto sospendeva di fatto temporaneamente le restrizioni imposte dal precedente trattato del 306 a.C.. Ed il Warmington aggiunge che furono i Tarantini ad obbligare Roma e Cartagine a stipulare un'alleanza temporanea.

Espansione romana in Italia centrale durante le guerre pirriche (280-275 a.C.)

### Taranto
Nel 290 a.C. ebbero ufficialmente termine le Guerre sannitiche fra Roma e il popolo sannita (che avrebbe continuato ad appoggiare ogni forma di resistenza di altre popolazioni). L'azione di Roma nel territorio aveva alleggerito la pressione delle popolazioni italiche sulle città greche del sud Italia e in particolare Taranto. Siracusa era continuamente in guerra con Cartagine e - dopo la morte di Agatocle - era squassata da guerre civili. Gli italici erano assaliti dalle legioni di Roma. Taranto stava attraversando un periodo di splendore e di espansione, riuscendo perfino a limitare i traffici marittimi di Roma con il trattato del 303 a.C. Però lo stato romano era un nemico notevolmente più duro, e lo aveva dimostrato proprio sconfiggendo i Sanniti. Nel 282 a.C. una squadra di dieci navi romane si presentò nelle acque di Taranto violando il trattato, ma queste furono distrutte o costrette alla fuga. Quando una delegazione romana fu inviata per chiedere la restituzione delle navi e dei prigionieri catturati, venne oltraggiata. La guerra divenne inevitabile nel 281 a.C. I tarantini cercarono dapprima di formare una lega antiromana con le popolazioni italiche ma si vide subito che non sarebbe stato sufficiente. Fu così deciso di chiedere aiuto a Pirro.

### Pirro

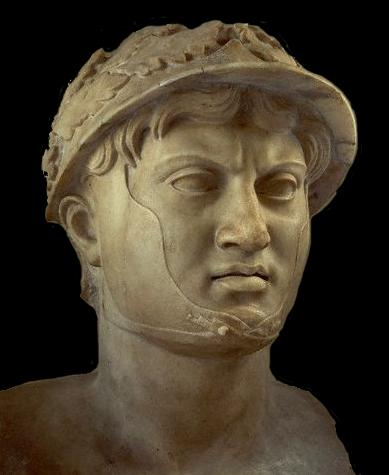
Statua di Pirro (Museo Nazionale di Napoli)

Nel 280 a.C. Pirro aveva 39 anni. Mandato come ostaggio nell'Egitto dei Tolomei da Cassandro di Macedonia, fu insediato sul trono dell'Epiro nel 297 a.C. da Tolomeo I Sotere, che gli diede la figlia Berenice. Dopo due anni sposò la figlia di Agatocle di Siracusa, Lanassa, che come dote gli portò Leucade e Corcira. Questo matrimonio segnò la svolta decisiva. Pirro risultava, pertanto, imparentato sia con Alessandro il Grande, sia con Agatocle.
Nel 280 a.C. Pirro fu chiamato in Italia dai tarantini, che stavano soccombendo all'attacco delle legioni di Roma. Arrivò con un esercito di 25.000 uomini e 20 elefanti presentandosi come campione dell'Ellade contro l'avanzata dei barbari italici. Alcuni pensarono addirittura, in modo ottimistico, che egli avrebbe creato in Occidente un impero simile a quello di Alessandro (in Oriente).
L'attacco di Pirro a Roma fu, inizialmente, coronato da successo: la battaglia di Heraclea in Lucania contro le legioni guidate da Publio Valerio Levino fu vinta grazie agli elefanti, che i Romani non conoscevano ancora. Le perdite però furono elevate per entrambi i contendenti, tanto che Pirro inviò un ambasciatore a proporre la cessazione delle ostilità. La guerra continuò per l'azione di Appio Claudio Cieco.
Influì anche l'improvviso arrivo di una flotta cartaginese di 120 navi nel porto romano di Ostia, che ricordava ai Romani le clausole dei precedenti trattati di alleanza con la città punica. Scullard e Brizzi sostengono che Cartagine di fatto, offriva a Roma un aiuto militare (una flotta per bloccare Pirro) ed economico per continuare la guerra. Warmington aggiunge che la grande flotta, la maggiore che i Romani avessero mai visto prima d'ora, rafforzò il partito di coloro che non volevano cedere ad una pace con Pirro. Altro argomento assai persuasivo fu la consegna da parte dell'ammiraglio cartaginese, Magone, di un ricco dono in verghe d'argento, con il quale i Romani poterono pagare i rinforzi ricevuti dai loro alleati.
Nel 279 a.C. una seconda grande battaglia ad Ausculum, sulle rive dell'Aufidus (battaglia di Ascoli di Puglia), vide la vittoria del re epirota sulle forze dei consoli Publio Sulpicio e Publio Decio Mure. Anche questa battaglia portò gravi perdite (3.500 soldati contro i 6.000 dei Romani), tanto da far diventare famose le "vittorie di Pirro".

### Cartagine
Siracusa si trovava nella ormai solita condizione di guerra permanente contro Cartagine e, sfruttando il fatto che Pirro aveva sposato la figlia di Agatocle, offrì al re dell'Epiro la corona di Sicilia per il figlio, a patto che se l'andasse a conquistare, cacciando i Cartaginesi dall'isola. Pirro accettò di diventare campione della Grecia, dopo aver cercato di sbarazzarsi dei suoi impegni nell'Italia meridionale, stipulando forse un accordo con il console romano Fabrizio e pretendendo probabilmente per Taranto la sola immunità. Il re dell'Epiro partì allora per l'avventura siciliana, riuscendo a cacciare i Cartaginesi fino al Lilibeo. L'alleanza tra Siracusa e Pirro costrinse Cartagine a rinnovare quella con Roma.
Polibio precisa: "prima che i Cartaginesi muovano la guerra per la Sicilia" e riporta queste aggiunte:
(Polibio, III, 25.3-5, trad. it. M. Mari)

### Analisi
Vi si nota un miglioramento delle condizioni di Roma, un riconoscimento della sua accresciuta potenza militare ed economica, mentre Cartagine mostra una maggiore debolezza, frutto, probabilmente, delle ormai secolari difficoltà in Sicilia contro i Siracusani. Oppure è solo apparenza, poiché il trattato vede Cartagine "concedere" a Roma un ruolo pressoché paritario. Piganiol, infatti, sostiene che, poiché Pirro pensava di intervenire in Sicilia, era interesse di Cartagine, quello di trattenerlo in Italia. Questo il motivo del viaggio compiuto dall'ammiraglio Magone fino ad Ostia, tra la fine del 279 e gli inizi del 278. Il trattato fu, pertanto, cercato da Cartagine, non da Roma.
Polibio ci informa che Pirro viene espressamente citato, e i due contraenti, pur liberi di trattare col re epirota, strinsero una vera e propria alleanza in caso di attacco nei rispettivi territori. Piganiol sottolinea, poi, come Cartagine continuasse a riconoscere l'egemonia di Roma in Italia, rivendicando per sé la Sicilia, pronta a fornire a Roma la sua flotta in cambio di un esercito terrestre romano. L'intervento cartaginese fece naufragare così un possibile accordo tra Pirro e i Romani. I Cartaginesi si impegnavano così a fornire, in caso di necessità, le navi per il trasporto delle truppe, pur mantenendo - da bravi mercanti - il costo a carico di ciascuno per la sua parte. Cartagine per contro non impegnava i suoi marinai a terra. Nella visione cartaginese, Roma risultava un fornitore di truppe a buon prezzo.
Sappiamo inoltre che la marina militare di Cartagine costituiva il fiore all'occhiello dell'intero esercito punico. Non a caso nel corso del V secolo a.C., fu grazie all'ingegneria navale cartaginese che venne inventata la quadrireme, e successivamente la quinquereme, che costituiva il più moderno mezzo navale dell'epoca, utilizzato poi nello scontro con Roma. I Cartaginesi furono inoltre abilissimi ingegneri, in grado di elaborare tecniche di montaggio degli scafi estremamente rapide.
La perdita delle navi e dei loro equipaggi di rematori costituì da sempre per Cartagine un evento grave, poiché la sua potenza si reggeva quasi esclusivamente sulla sua forza marittima, che permetteva di dissuadere i nemici dall'attaccarla. Proprio per l'importanza che ricopriva la flotta, i marinai furono tutti Cartaginesi, vale a dire concittadini, mentre la gran parte delle forze puniche era costituita da mercenari.

### Verso il primo scontro
I rapporti tra Roma e Cartagine erano stati da sempre eccellenti, come dimostrano i trattati siglati dal 509 al 279/278 a.C. Nel 275 a.C., dopo la sconfitta di Maleventum (che divenne Beneventum), Pirro ritornò definitivamente in Epiro lasciando Roma padrona dell'intera penisola italica a sud dell'Appennino tosco-emiliano. Quasi avesse intuito quello che di lì ad una decina d'anni sarebbe accaduto alle due potenze del Mediterraneo occidentale, esclamò:
(Plutarco, Pirro, 23.)
Roma si trovava ora a stretto contatto con la cultura greca della Magna Grecia; prossima al controllo della tecnica di costruzione e gestione delle navi; conscia della potenza delle sue legioni che non temevano più nemmeno gli elefanti dopo gli scontri avvenuti nelle guerre pirriche. Non a caso la vittoria su Pirro diede a Roma un grande prestigio di fronte, non solo ai Tolomei d'Egitto, che chiesero l'amicizia con il popolo romano, ma anche davanti ai re orientali.
Quindici anni dopo, nel 264 a.C. scoppiava la prima guerra punica. Fu dall'isola di Sicilia che giunse il casus belli che trascinò le due potenze del Mediterraneo occidentale, una volta alleate, a scontrarsi.

## Quinto trattato: 241 a.C.
Alla fine della Prima guerra punica Cartagine, dopo la sconfitta rimediata, si trovava in una situazione finanziaria disastrosa. Enormi somme (3.200 talenti euboici in 10 anni) dovevano essere versate ai vincitori quale risarcimento, con la restituzione totale di tutti i prigionieri di guerra senza riscatto. La ricca Sicilia era persa e passata sotto il controllo di Roma (con il divieto per Cartagine di portare la guerra a Gerone II di Siracusa).

### Testo
In aggiunta a quanto si era già stabilito nei precedenti trattati, Roma impose:
(Polibio, III, 27.2-6.)

## Sesto trattato: 237 a.C.
Cartagine trovandosi nell'impossibilità di pagare i mercenari libici e numidi che utilizzava, a causa dell'enorme somma che doveva versare ai Romani, dovette subire una sanguinosa rivolta che richiese 3 anni di sforzi ed efferatezze per essere domata. Approfittando di questa rivolta inoltre Roma occupò la Sardegna e la Corsica, costringendo Cartagine a dover pagare un ulteriore indennizzo di altri 1.200 talenti per evitare un riaccendersi di una nuova guerra, che la città non poteva assolutamente permettersi.

Espansione romana anche nelle isole del Mar Tirreno (Sicilia, Sardegna e Corsica) dopo la prima guerra punica (264-241 a.C.)

### Testo
Polibio ricorda, infatti, che i Romani:
(Polibio, III, 27.7-8.)
Ciò venne visto come una ferita umiliante dai cartaginesi, che però non poterono far altro che accettare la sconfitta senza aver combattuto. Roma aveva agito senza farsi scrupoli, inasprendo così definitivamente le relazioni con la rivale cartaginese, quando stavano per migliorare.

## Settimo trattato: 226 a.C.
Risolto in qualche modo il problema generato dai mercenari, Cartagine cercò una via alternativa per riprendere il suo cammino storico, grazie ad Amilcare Barca. Quest'ultimo vide nella Spagna, dove Cartagine già da secoli manteneva larghi interessi commerciali, il fulcro economico per la ripresa delle finanze puniche. La spedizione cartaginese prese l'aspetto di una conquista, a partire dalla città di Gades (oggi Cadice), sebbene fosse stata inizialmente condotta senza l'autorità del senato cartaginese. Dal 237 a.C., anno della partenza dall'Africa al 229 a.C., anno della sua morte in combattimento, Amilcare riuscì a rendere la spedizione autosufficiente dal punto di vista economico e militare e perfino a inviare a Cartagine grandi quantità di merci e metalli requisiti alle tribù ispaniche come tributo.
Morto Amilcare il genero ne prese il posto per otto anni e iniziò una politica di consolidamento delle conquiste.
Impegnati con i Galli, i Romani preferirono accordarsi con Asdrubale e nel 226 a.C., spinti anche dall'alleata Marsiglia, che vedeva avvicinarsi il pericolo di una possibile alleanza cartaginese con le vicine popolazioni dei Liguri, stipularono un trattato che poneva l'Ebro come limite dell'espansione di Cartagine. Si riconosceva così, in modo implicito, anche il nuovo territorio soggetto al controllo cartaginese, comprese le tre colonie di Marsiglia occupate dai Cartaginesi e quindi perdute definitivamente di Hemeroscopiu, Alonis e Alicante.

Espansione cartaginese fino all'Ebro (viene fondata Nova Carthago). Espansione romana dopo la prima guerra illirica e in Gallia cisalpina con l'alleanza con i Galli Cenomani ed i Veneti.

### Verso il secondo scontro

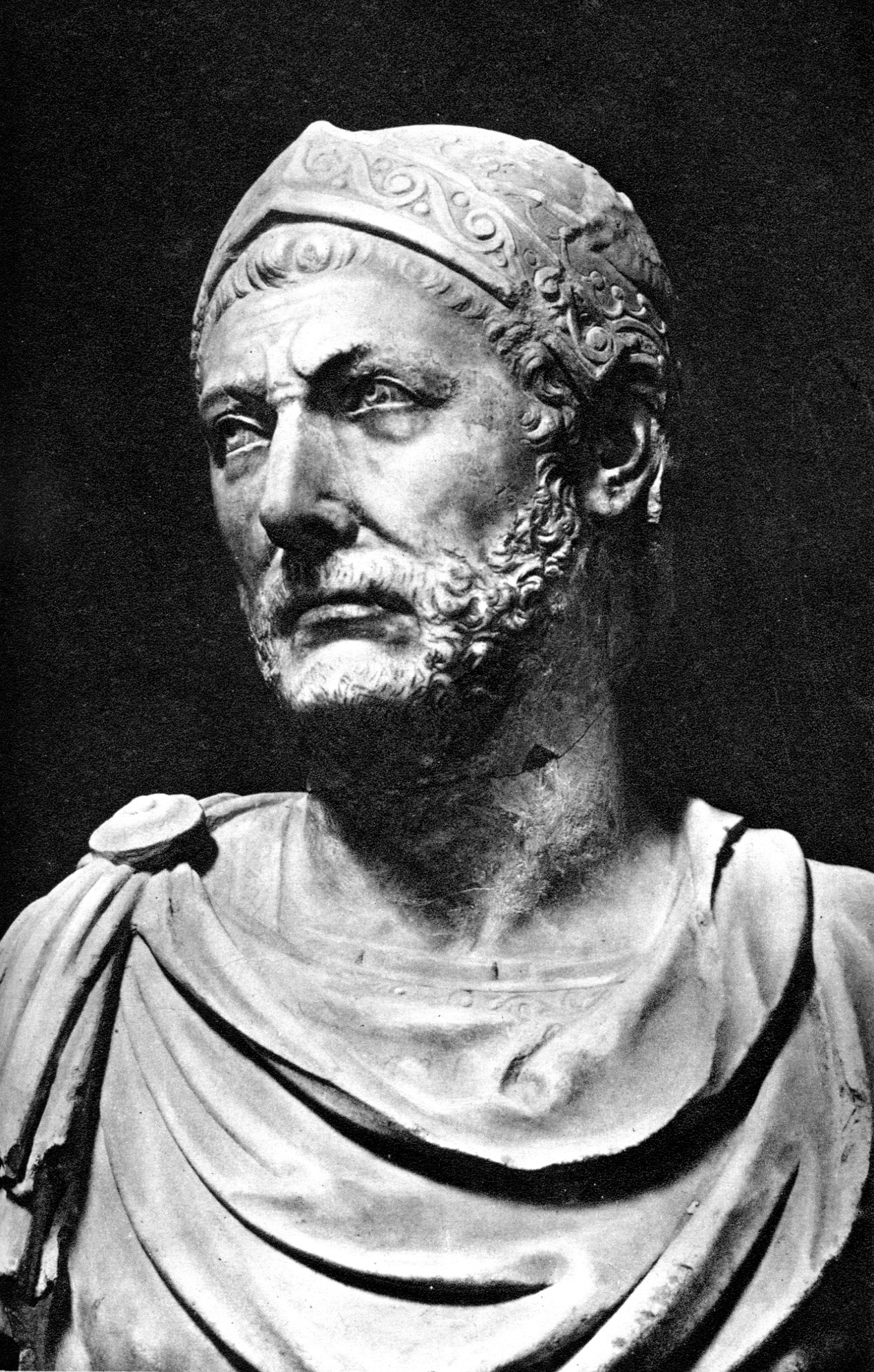
Busto di Annibale, il cartaginese, uno dei maggiori strateghi della storia antica.

Polibio affermava che tre furono i motivi principali della seconda guerra tra Romani e Cartaginesi:
1. il primo responsabile della guerra tra Romani e Cartaginesi fu lo spirito revanscista del padre di Annibale, Amilcare Barca.[147] Quest'ultimo se non ci fosse stata la rivolta dei mercenari libici contro i Cartaginesi, avrebbe cominciato a preparare un nuovo conflitto,[148][149] che invece iniziò il figlio Annibale, a causa dell'odio che il padre gli fece giurare contro Roma fin dalla sua fanciullezza.[150]
2. Seconda causa della guerra fu il fatto di aver dovuto sopportare, da parte dei Cartaginesi, la perdita del dominio sulla Sardegna con la frode come ricorda Tito Livio ed il pagamento di altri 1.200 talenti in aggiunta alla somma pattuita in precedenza.[135][151]
3. Terza ed ultima causa fu l'aver ottenuto numerosi successi in Iberia da parte delle armate cartaginesi, tanto da destare negli stessi un rinvigorito spirito di rivalsa nei contronti dei Romani.[152]

Con un pretesto Annibale dichiarò guerra alla città di Sagunto, che si trovava a sud dell'Ebro, e che chiese aiuto a Roma. Sagunto venne attaccata nel marzo del 219 a.C., si arrese e venne rasa al suolo otto mesi più tardi. La guerra fu inevitabile, solo che come scrive Polibio, la guerra non si svolse in Iberia [come auspicavano i Romani] ma proprio alle porte di Roma e lungo tutta l'Italia. Era la fine del 219 a.C. e iniziava la seconda guerra punica.

## Ottavo trattato: 201 a.C.

### Cartagine e le condizioni di pace

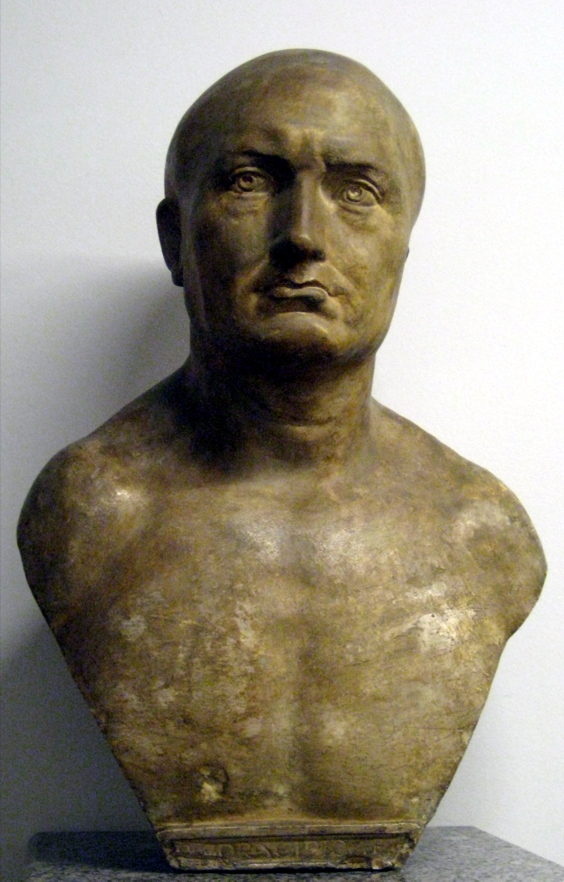
Busto di Scipione l'Africano (copia dell'originale conservata presso i Musei Capitolini, Roma), le cui proposte di pace furono prima accettate da Annibale e poi ratificate dal Senato romano

Cartagine perse per sempre l'Iberia e fu ridotta a cliente di Roma. Ai punici fu imposta un'indennità di guerra di 10.000 talenti, la loro marina fu ridotta a 10 triremi, appena sufficienti per frenare i pirati e fu loro vietato di prendere le armi senza il permesso dei Romani. Quest'ultimo limite favorì la Numidia di Massinissa che ne approfittò spesso per annettersi larghe parti del territorio cartaginese. Mezzo secolo dopo, quando Cartagine infine si ribellò ai continui attacchi di Massinissa, fu questa ribellione a fornire ai romani il casus belli per scatenare la Terza guerra punica. Fu anche imposto ai Cartaginesi di aiutare Roma nella sua avventura in Asia Minore e navi puniche servirono nella campagna di Lucio Cornelio Scipione contro Antioco III di Siria:
(Livio, XXXVI, 4.5-7.)
A Roma la fine della guerra non fu accolta bene da tutti per ragioni sia politiche che morali. Quando il Senato decretò sul trattato di pace con Cartagine Quinto Cecilio Metello - già console nel 206 a.C. - affermò che non riteneva la fine della guerra essere un bene per Roma; temeva che il popolo romano non sarebbe ritornato allo stato di quiete dal quale era stato tratto con l'arrivo di Annibale. 
Altri, come Catone il Censore temevano che se Cartagine non fosse stata del tutto distrutta avrebbe presto riacquistato la propria potenza e ripreso le lotte con Roma. E probabilmente Catone non aveva torto; l'archeologia ha scoperto che il famoso porto militare "Coton" fu costruito dopo la guerra, poteva contenere 220 navi, mentre a Cartagine erano concesse solo 10 navi ed era protetto dall'osservazione esterna.

### L'esilio di Annibale
Annibale per molti anni curò i propri affari e riprese un ruolo importante a Cartagine. Per questo la nobiltà locale, spaventata dalla sua deriva democratica e dalla sua battaglia contro la corruzione, convinse i Romani a forzarne l'esilio che lo spinse verso le coste dell'Asia, alla reggia di Antioco III, sempre cercando di rinnovare la lotta contro Roma. A Libyssa sulle spiagge orientali del Mar di Marmara prese quel veleno che, come diceva, aveva a lungo conservato in un anello.

### Roma ed il Mediterraneo
Roma ebbe le mani libere per intraprendere con decisione la conquista della Gallia Cisalpina, della Gallia Transalpina, dell'Illiria, della Grecia, e di tutti i regni della costa della Asia che si affacciavano sul Mediterraneo e sul Mar Nero. Dei 53 anni calcolati da Polibio, e per Pidna, ne mancavano solo 34.

Il Mediterraneo al tempo della pace siglata al termine della seconda guerra punica (201 a.C.)

## Fine di Cartagine: 146 a.C.

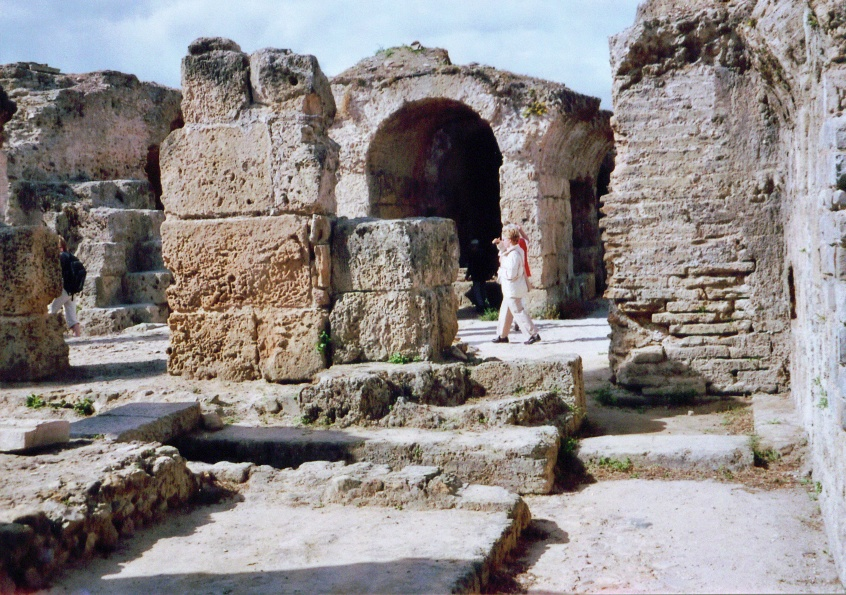
Rovine di Cartagine

L'agonia della città si protrasse per tutto l'inverno. Con il blocco del porto, Cartagine soffrì la fame e la conseguente debilitazione generale ne favorì una pestilenza. Scipione non forzò i tempi e solo nella primavera del 146 a.C. l'esercito romano venne lanciato contro le mura. I Cartaginesi si batterono disperatamente di casa in casa, di strada in strada, per circa quindici giorni. Ma l'esito era scontato: Cartagine alla fine si arrese.
Il comandante in capo delle truppe romane, Publio Cornelio Scipione Emiliano, dopo aver recuperato alcune opere d'arte che i Cartaginesi avevano preso in Sicilia nei secoli precedenti, fra cui il Toro di Agrigento e la Diana di Segesta, abbandonò la città al saccheggio dei suoi soldati. Cartagine, la possente regina del Mediterraneo che aveva fatto tremare Roma, fu rasa al suolo, la città sistematicamente bruciata, le mura abbattute, il porto distrutto. Diodoro Siculo e Polibio narrano, infine, che Scipione pianse vedendo in quella rovina la possibile futura sorte di Roma stessa:
(Diodoro Siculo XXXII, 24.)